# Luther (kráter)

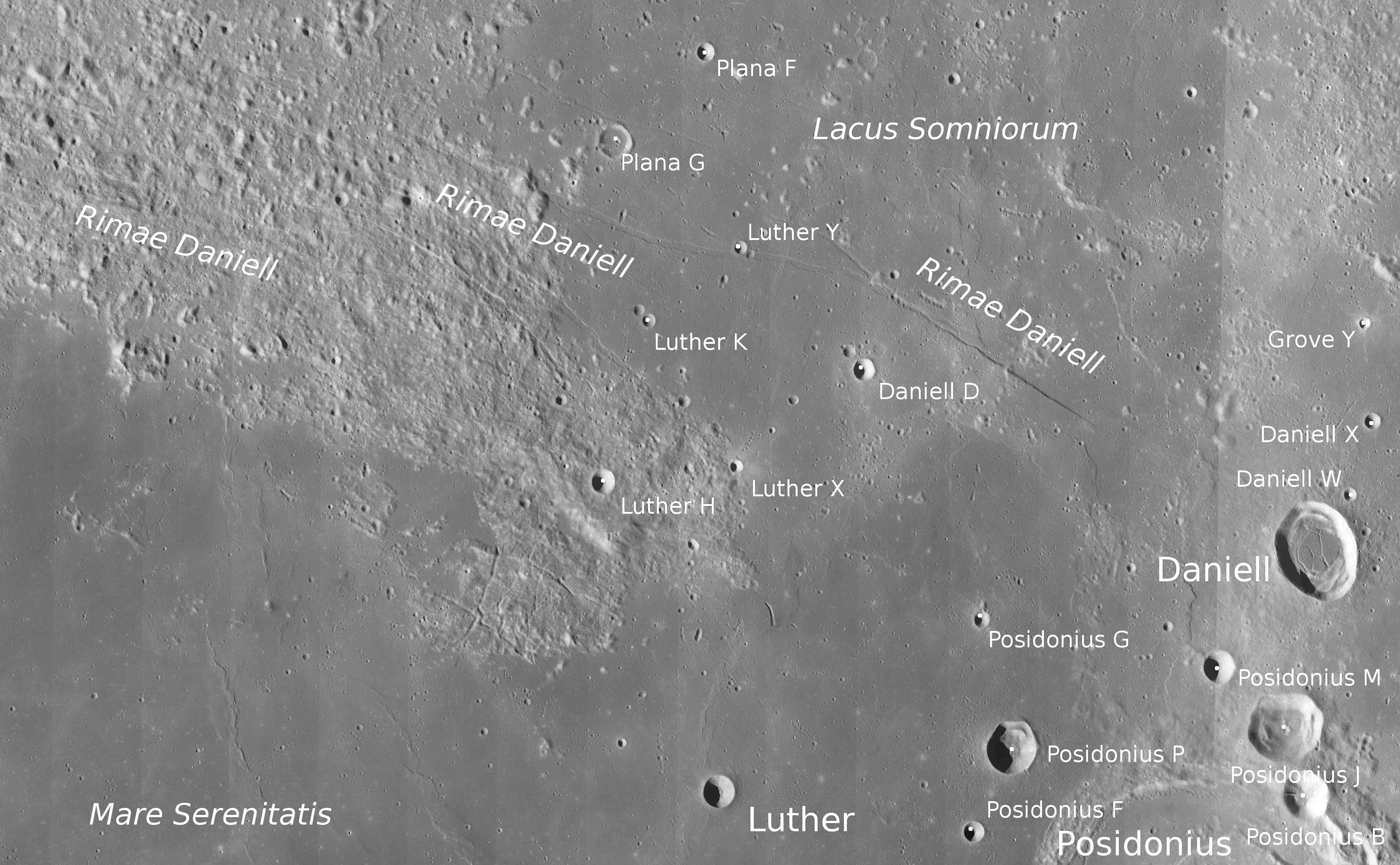
Kráter Luther a okolí

Luther je nevelký impaktní kráter nacházející se v severovýchodní části měsíčního moře Mare Serenitatis (Moře jasu) na přivrácené straně Měsíce. Má průměr 9,5 km, je miskovitého tvaru. Jeho okrajový val je kruhový. Postrádá centrální pahorek.
Luther leží u rozmezí Moře jasu s Jezerem snů (Lacus Somniorum) na severovýchodě. Východo-jihovýchodně lze nalézt valovou rovinu Posidonius.

## Název
Pojmenován je podle německého astronoma Karla Theodora Roberta Luthera, objevitele 24 planetek.

## Satelitní krátery
V okolí kráteru se nachází několik dalších kráterů. Ty byly označeny podle zavedených zvyklostí jménem hlavního kráteru a velkým písmenem abecedy.
| Luther | Sel. šířka | Sel. délka | Průměr |
| ------ | ---------- | ---------- | ------ |
| H      | 36.0° S    | 22.8° V    | 7 km   |
| K      | 37.5° S    | 23.3° V    | 4 km   |
| X      | 36.1° S    | 24.3° V    | 4 km   |
| Y      | 38.1° S    | 24.4° V    | 4 km   |